# Síndrome de l'abella reina
|  | Per a altres significats, vegeu «Abella reina». |

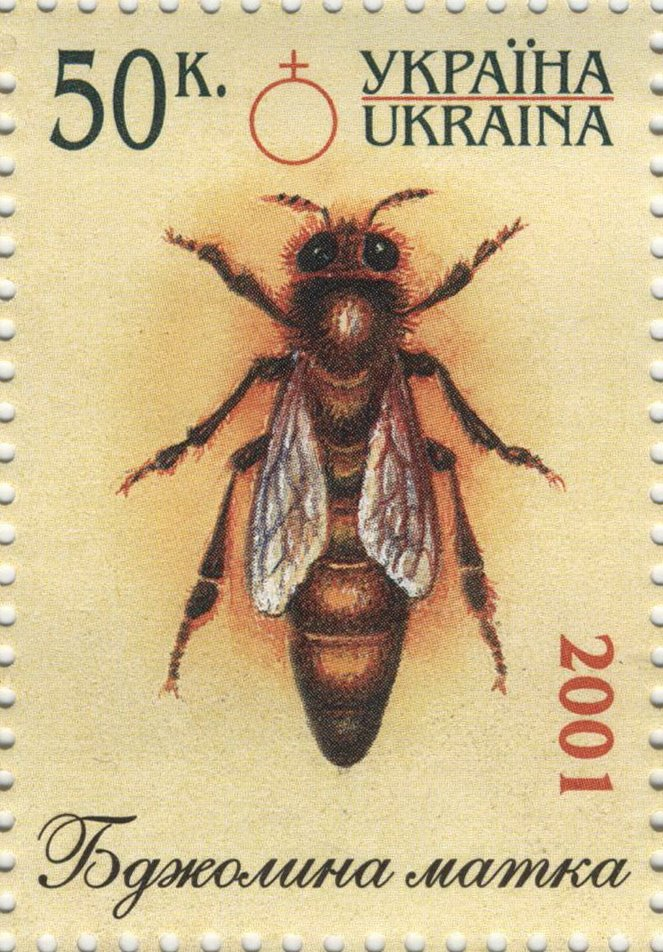
Una abella reina en un segell d'Ucraïna

La síndrome de l'abella reina descriu un suposat conjunt de comportaments de certes dones en una posició d'autoritat o poder que tractarien les empleades subordinades més severament perquè són de gènere femení. El terme, en l'original anglès queen bee syndrome, va ser encunyat pels psicòlegs estatunidencs Graham L. Staines, Toby Epstein Jayaratne i Carol Tavris en un article publicat a la revista Psychology Today l'any 1974.
L'existència, o no, d'aquest fenomen és el tema de diversos estudis. Uns científics de la Universitat de Toronto, citats per The Telegraph, consideren que hi ha dones que troben més estressant treballar sota l'autoritat d'una dona per aquest fenomen. Una altra definició descriu la síndrome com una dona que ha triomfat en la seva carrera professional que rebutgés ajudar altres dones a aconseguir-ho.
Altres investigacions exposen la hipòtesi que la síndrome és una conseqüència d'influències culturals, en particular aquelles relacionades amb el món del treball. Les dones tenen salaris més baixos que els homes i els costa més promoure's a càrrecs superiors. Un estudi fet a 1.500 empreses durant un període de vint anys va revelar que aquest comportament femení al món del treball és un mite. El terme també s'utilitza per indicar les dones que s'oposen al moviment d'alliberament de la dona.
Charles Moore, el biògraf oficial de Margaret Thatcher, va considerar l'antiga primera ministra britànica una abella reina. Queen Bee, també és el renom de Beyoncé. La idea ha servit d'inspiració per a persones fictícies, coma ara a la pel·lícula Mean girls (2004), una pel·lícula coming-of-age i adaptació del llibre Queen Bees and Wannabes de Rosalind Wiseman. Un altre exemple n'és el personatge de Miranda Priestly interpretat per Meryl Streep a la pel·lícula El diable es vesteix de Prada de 2006.